# Maurice Swynfen Fitzmaurice
Sir Maurice Swynfen Fitzmaurice (12 agosto 1870 – 23 gennaio 1927) è stato un ammiraglio britannico.

## Biografia
Era il figlio di John Gerald Fitzmaurice, e di sua moglie, Florence Augusta Marian Boyrenson.

## Carriera
Entrò in marina e partecipò alla Campagna di Gambia nel 1894. In seguito partecipò alla Campagna dell'Africa Orientale nel 1898, durante il quale rimase ferito.
In seguito prese parte alla Seconda guerra boera (1899-1901), e nella prima guerra mondiale, diventando capitano il 30 giugno 1910. Durante quest'ultimo conflitto ha comandato la corazzata HMS Triumph. La Triumph fu silurata dal sommergibile tedesco SM U-21 il 25 maggio 1915. Venne recuperato da un cacciatorpediniere dopo alcuni minuti in acqua. Fu Principal Naval Transport Officer, nei Dardanelli e a Salonicco (1915-1916), e poi divenne capo di stato maggiore del Mediterraneo orientale fino al 1917.
Divenne capitano della HMS Dreadnought e fu comandante della British Aegean Squadron. Divenne contrammiraglio il 26 novembre 1920, fu direttore del Naval Intelligence (1921-1924), dopo di che è diventato comandante in capo di Cape of Good Hope Station il 12 dicembre 1924. Raggiunse il rango di vice ammiraglio nel 1926.

## Matrimonio
Sposò, il 13 ottobre 1896, Mabel Gertrude Gray, figlia di Samuel Gray. Ebbero due figli:
- Gerald Fitzmaurice (24 ottobre 1901-1982)
- Maurice James Fitzmaurice (1 gennaio 1903-14 luglio 1923)

## Morte
Era un appassionato musicista e direttore della Royal Academy of Music, un membro del Royal College of Organists e della Royal Philharmonic Society.
Morì il 23 gennaio 1927.